# Államok vezetőinek listája 1938-ban
Ezen az oldalon az 1938-ban fennálló államok vezetőinek névsora olvasható földrészek, majd országok szerinti bontásban.

## Európa
- Albánia (monarchia)
  - Uralkodó – I. Zogu albán király (1925–1939)[1]
  - Kormányfő – Koço Kota (1936–1939), lista
- Andorra (parlamentáris társhercegség)
  - Társhercegek
    - Francia társherceg – Albert François Lebrun (1932–1940), lista
    - Episzkopális társherceg – Justí Guitart i Vilardebó (1920–1940), lista
- Ausztria (köztársaság)
- Ausztriát 1938. március 13-án annektálta Németország.
  - Államfő – Wilhelm Miklas (1928–1938), lista
  - Kormányfő
    1. Kurt Schuschnigg (1934–1938)
    2. Arthur Seyß-Inquart (1938), lista
- Belgium (monarchia)
  - Uralkodó – III. Lipót király (1934–1951)
  - Kormányfő - 
    1. Paul-Émile Janson (1937–1938)
    2. Paul-Henri Spaak (1938–1939), lista
- Bolgár Cárság (monarchia)
  - Uralkodó – III. Borisz cár (1918–1943)
  - Kormányfő – Georgi Kjoszeivanov (1935–1940), lista
- Csehszlovákia (köztársaság)
- Az Első Csehszlovák Köztársaságot 1938. október 1-jén követte a Második Csehszlovák Köztársaság.
  - Államfő - 
    1. Edvard Beneš (1935–1938)
    2. Jan Syrový (1938), ügyvivő
    3. Emil Hácha (1938–1945), lista

  - Kormányfő – 
    1. Milan Hodža (1935–1938)
    2. Jan Syrový (1938)
    3. Rudolf Beran (1938–1939), lista
- Danzig Szabad Város (szabad város a Nemzetek Szövetsége protektorátusa alatt)
  - Főbiztos – Carl Jacob Burckhardt (1937–1939)
  - Államfő – Arthur Greiser (1934–1939)
- Dánia (monarchia)
  - Uralkodó – X. Keresztély király (1912–1947)
  - Kormányfő – Thorvald Stauning (1929–1942), lista
- Egyesült Királyság (parlamentáris monarchia)
  - Uralkodó – VI. György Nagy-Britannia királya (1936–1952)
  - Kormányfő – Neville Chamberlain (1937–1940), lista
- Észtország (köztársaság)
  - Államfő – Konstantin Päts (1933–1940), lista
  - Kormányfő – Kaarel Eenpalu (1938–1939), lista
- Finnország (köztársaság)
  -     - Államfő – Kyösti Kallio (1937–1940), lista
    - Kormányfő – Aimo Cajander (1937–1939), lista

  -  Åland –
    - Kormányfő –

    1. Carl Björkman (1922–1938)
    2. Viktor Strandfält (1938–1955)
- Franciaország (köztársaság)
  - Államfő – Albert François Lebrun (1932–1940), lista
  - Kormányfő – 
    1. Camille Chautemps (1937–1938)
    2. Léon Blum (1938)
    3. Édouard Daladier (1938–1940), lista
- Görögország (monarchia)
  - Uralkodó – II. György király (1935–1947)
  - Kormányfő – Joánisz Metaxász(wd) (1936–1941), lista
- Hollandia (monarchia)
  - Uralkodó – Vilma királynő (1890–1948)
  - Miniszterelnök – Hendrikus Colijn (1933–1939), lista
- Izland (parlamentáris monarchia)
  - Uralkodó – X. Keresztély (1918–1944)
  - Kormányfő – Hermann Jónasson (1934–1942), lista
- Írország (monarchia)
  - Uralkodó – VI. György ír király (1936–1949)
  - Államfő – 
    1. Elnöki Bizottság (1937–1938), ügyvivő
    2. Douglas Hyde (1938–1945), lista

  - Kormányfő – Éamon de Valera (1932–1948), lista
- Jugoszláv Királyság (monarchia)
  - Uralkodó – II. Péter király (1934–1945)[2]
  - Régens – Pál herceg + Radenko Stanković + Ivo Perović (1934–1941)
  - Kormányfő – Milan Stojadinović (1935–1939), miniszterelnök
- Lengyelország (köztársaság)
  - Államfő – Ignacy Mościcki (1926–1939), lista
  - Kormányfő – Felicjan Sławoj Składkowski (1936–1939), lista
- Lettország (köztársaság)
  - Államfő – Kārlis Ulmanis (1936–1940), lista
  - Kormányfő – Kārlis Ulmanis (1934–1940), lista
- Liechtenstein (parlamentáris monarchia)
  - Uralkodó – 
    1. I. Ferenc herceg (1929–1938)
    2. II. Ferenc József herceg (1938–1989)

  - Kormányfő – Josef Hoop (1928–1945), lista
- Litvánia (köztársaság)
  - Államfő – Antanas Smetona (1926–1940), lista
  - Kormányfő – 
    1. Juozas Tūbelis (1929–1938)
    2. Vladas Mironas (1938–1939), lista
- Luxemburg (monarchia)
  - Uralkodó – Sarolta nagyhercegnő (1919–1964)
  - Kormányfő – Pierre Dupong (1937–1953), lista
- Magyar Királyság (monarchia)
  - Államfő – Horthy Miklós (1920–1944), lista
  - Kormányfő – 
    1. Darányi Kálmán (1936–1938)
    2. Imrédy Béla (1938–1939), lista
- Monaco (monarchia)
  - Uralkodó – II. Lajos herceg (1922–1949)
  - Államminiszter – Émile Roblot (1937–1944), lista
- Németország
  - Államfő - Adolf Hitler (1934–1945), lista
- Norvégia (monarchia)
  - Uralkodó – VII. Haakon király (1905–1957)
  - Kormányfő – Johan Nygaardsvold (1935–1945), lista
- Olasz Királyság (monarchia)
  - Uralkodó – III. Viktor Emánuel király (1900–1946)
  - Kormányfő – Benito Mussolini (1922–1943), lista
- Portugália (köztársaság)
  - Államfő – Óscar Carmona (1926–1951), lista
  - Kormányfő – António de Oliveira Salazar (1933–1968), lista
- Román Királyság (monarchia)
  - Uralkodó – II. Károly király (1930–1940)
  - Kormányfő – 
    1. Octavian Goga (1937–1938)
    2. Miron Cristea pátriárcha (1938–1939), lista
- San Marino (köztársaság)
  - San Marino régenskapitányai:
    1. Marino Rossi és Giovanni Lonfernini (1937–1938)
    2. Manlio Gozi és Luigi Mularoni (1938)
    3. Carlo Balsimelli és Celio Gozi (1938–1939), régenskapitányok
- Spanyolország
  -  Spanyol Köztársaság (köztársaság)
  - Államfő – Manuel Azaña (1936–1939), lista
  - Kormányfő – Juan Negrín (1937–1939), lista
  -   Spanyolország (totalitárius állam)
  - Államfő – Francisco Franco (1936–1975)
  - Kormányfő – 
    1. Francisco Gómez-Jordana, Jordana grófja (1937–1938), a Spanyol Állam Technikai Vezetőségének elnöke
    2. Francisco Franco (1938–1973), lista
- Svájc (konföderáció)
  - Szövetségi Tanács:[3]
  - Giuseppe Motta (1911–1940), Marcel Pilet-Golaz (1928–1944), Albert Meyer (1929–1938), Rudolf Minger (1929–1940), Philipp Etter (1934–1959), Johannes Baumann (1934–1940), elnök, Hermann Obrecht (1935–1940), Ernst Wetter (1938–1943)
- Svédország (parlamentáris monarchia)
  - Uralkodó – V. Gusztáv király (1907–1950)
  - Kormányfő – Per Albin Hansson (1936–1946), lista
- Szovjetunió (szövetségi népköztársaság)
  - A kommunista párt vezetője – Joszif Sztálin (1922–1953), a Szovjetunió Kommunista Pártjának főtitkára
  - Államfő – Mihail Kalinyin (1919–1946), lista
  - Kormányfő – Vjacseszlav Molotov (1930–1941), lista
- Vatikán (abszolút monarchia)
  - Uralkodó – XI. Piusz pápa (1922–1939)
  - Apostoli Szentszék –
    - Államtitkár – Eugenio Pacelli bíboros (1930–1939), lista

## Afrika
- Dél-afrikai Unió (monarchia)
  - Uralkodó – VI. György, Dél-Afrika királya (1936–1952)
  - Főkormányzó – Sir Patrick Duncan (1937–1943), Dél-Afrika kormányát igazgató tisztviselő
  - Kormányfő – J. B. M. Hertzog (1924–1939), lista
- Egyiptom (monarchia)
  - Uralkodó – Fárúk király (1936–1952)
  - Kormányfő – Muhammad Mahmúd Pasa (1937–1939), lista
- Libéria (köztársaság)
  - Államfő – Edwin Barclay (1930–1944), lista

## Dél-Amerika
- Argentína (köztársaság)
  - Államfő – 
    1. Agustín Pedro Justo (1932–1938)
    2. Roberto María Ortiz (1938–1942), lista
- Bolívia (köztársaság)
  - Államfő – Germán Busch (1937–1939), lista
- Brazília (köztársaság)
  - Államfő – Getúlio Vargas (1930–1945), lista
- Chile (köztársaság)
  - Államfő – 
    1. Arturo Alessandri (1932–1938)
    2. Pedro Aguirre Cerda (1938–1941), lista
- Ecuador (köztársaság)
  - Államfő – 
    1. Alberto Enríquez Gallo (1937–1938), Ecuador legfőbb parancsnoka
    2. Manuel María Borrero (1938), ügyvivő
    3. Aurelio Mosquera (1938–1939), lista
- Kolumbia (köztársaság)
  - Államfő – 
    1. Alfonso López Pumarejo (1934–1938)
    2. Eduardo Santos (1938–1942), lista
- Paraguay (köztársaság)
  - Államfő – Félix Paiva (1937–1939), lista
- Peru (köztársaság)
  - Államfő – Óscar R. Benavides (1933–1939), lista
  - Kormányfő – Ernesto Montagne Markholz (1936–1939), lista
- Uruguay (köztársaság)
  - Államfő – 
    1. Gabriel Terra (1931–1938)
    2. Alfredo Baldomir (1938–1943), lista
- Venezuela (köztársaság)
  - Államfő – Eleazar López Contreras (1935–1941), lista

## Észak- és Közép-Amerika
- Amerikai Egyesült Államok (köztársaság)
  - Államfő – Franklin D. Roosevelt (1933–1945), lista
- Costa Rica (köztársaság)
  - Államfő – León Cortés Castro (1936–1940), lista
- Dominikai Köztársaság (köztársaság)
  - De facto országvezető – Rafael Trujillo Molina (1930–1961)
  - Államfő – 
    1. Rafael Trujillo Molina (1930–1938)
    2. Jacinto Peynado (1938–1940), lista
- Salvador (köztársaság)
  - Államfő – Maximiliano Hernández Martínez (1935–1944), lista
- Guatemala (köztársaság)
  - Államfő – Jorge Ubico (1931–1944), lista
- Haiti (köztársaság)
  - Államfő – Sténio Vincent (1930–1941), lista
- Honduras (köztársaság)
  - Államfő – Tiburcio Carías Andino (1933–1949), lista
- Kanada (parlamentáris monarchia)
  - Uralkodó – VI. György király (1936–1952)
  - Főkormányzó – John Buchan (1935–1940), lista
  - Kormányfő – William Lyon Mackenzie King (1935–1948), lista
- Kuba 
  - Államfő – Federico Laredo Brú (1936–1940), lista
- Mexikó (köztársaság)
  - Államfő – Lázaro Cárdenas (1934–1940), lista
- Nicaragua (köztársaság)
  - Államfő – Anastasio Somoza (1937–1947), lista
- Panama (köztársaság)
  - Államfő – Juan Demóstenes Arosemena (1936–1939), lista

## Ázsia
- Afganisztán (monarchia)
  - Uralkodó – Mohamed Zahir király (1933–1973)
  - Kormányfő – Mohammad Hasim Khan (1929–1946), lista
- Hatay
- 1938. szeptember 6-án kiáltotta ki függetlenségét.
  - Államfő – Tayfur Sökmen (1938–1939)
  - Kormányfő – Abdurrahman Melek (1938–1939)
- Irak (monarchia)
  - Uralkodó – Gázi király (1933–1939)
  - Kormányfő – 
    1. Dzsámil am-Midfaj (1937–1938)
    2. Nurí asz-Szaid (1938–1940), lista
- Irán (monarchia)
  - Uralkodó – Reza Pahlavi sah (1925–1941)
  - Kormányfő – Mahmúd Dzsam (1935–1939), lista
- Japán (császárság)
  - Uralkodó – Hirohito császár (1926–1989)
  - Kormányfő – Konoe Fumimaro herceg (1937–1939), lista
- Jemen (monarchia)
  - Uralkodó – Jahia Mohamed Hamidaddin király (1904–1948)[4]
- Kína
  -  Nemzeti Kormányzat (köztársaság)
  - Államfő – Lin Szen (1931–1943), Kína Nemzeti Kormányának elnöke, lista
  - Kormányfő – 
    1. Csang Kaj-sek (1935–1938)
    2. H. H. Kung (1938–1939)
    3. Csang Kaj-sek (1939–1945), lista

  -  Ideiglenes Kormányzat (1937–1940) (japán bábállam)
    - Államfő – Vang Kemin (1937–1940), az Ideiglenes Kormányzat elnöke

  -  Reform Kormányzat (1938–1940) (japán bábállam)
    - Államfő – Liang Hong-csi (1938–1940), a Reform Kormányzat elnöke

  -  Dadao Kormányzat (japán bábállam)
  - 1938. május 3-án integrálódott a Reform Kormányzatba.
    - Elnök – Szu Hsziven (1937–1938), a Dadao Kormányzat elnöke

  -  Mandzsukuo (japán bábállam)
    - Uralkodó - Pu Ji (1932–1945)
    - Kormányfő - Csang Csing-huj (1935–1945)

  -  Tibet (el nem ismert, de facto független állam)
    - Uralkodó – Tendzin Gyaco, Dalai láma (1937–)[5]
    - Régens – Dzsamphel Jese Gyalcen (1934–1941), Reting rinpocse
- Maszkat és Omán (abszolút monarchia)
  - Uralkodó – III. Szaid szultán (1932–1970)
- Mongólia (népköztársaság)
  - A kommunista párt vezetője – Bandzardzsavün Bászandzsav (1936–1940), a Mongol Forradalmi Néppárt Központi Bizottságának főtitkára
  - Államfő – Danszranbilegiin Dogszom (1936–1939), Mongólia Nagy Népi Hurálja Elnöksége elnöke, lista
  - Kormányfő – Anandün Amar (1936–1939), lista
- Nepál (alkotmányos monarchia)
  - Uralkodó – Tribhuvana király (1911–1950)
  - Kormányfő – Dzsuddha Samser Dzsang Bahadur Rana (1932–1945), lista
- Szaúd-Arábia (abszolút monarchia)
  - Uralkodó – Abdul-Aziz király (1902–1953)[6]
- Sziám (parlamentáris monarchia)
  - Uralkodó – Ananda Mahidol király (1935–1946)
  - Kormányfő – 
    1. Phraja Phahonphonphajuhaszena (1933–1938)
    2. Plek Pibunszongram (1938–1944), lista
- Törökország (köztársaság)
  - Államfő – 
    1. Mustafa Kemal Atatürk (1923–1938)
    2. Abdülhalik Renda (1938), ügyvivő
    3. İsmet İnönü (1938–1950), lista

  - Kormányfő – Celâl Bayar (1937–1939), lista
- Tuva (népköztársaság)
  - A kommunista párt főtitkára – Szalcsak Toka (1932–1944)
  - Államfő – 
    1. Adüg-Tulus Khemcsik-ool (1936–1938)
    2. Ojun Polat (1938–1940)

  - Kormányfő – 
    1. Szat Csurmit-Dazsi (1936–1938)
    2. Bair Ondar (1938–1940)

## Óceánia
- Ausztrália (parlamentáris monarchia)
  - Uralkodó – VI. György Ausztrália királya (1936–1952)
  - Főkormányzó – Alexander Hore-Ruthven (1936–1945), lista
  - Kormányfő – Joseph Lyons (1932–1939), lista
- Új-Zéland (parlamentáris monarchia)
  - Uralkodó – VI. György Új-Zéland királya (1936–1952)
  - Főkormányzó – George Monckton-Arundell (1935–1941), lista
  - Kormányfő – Michael Joseph Savage (1935–1940), lista